# Isoneuromyia ramizi
Isoneuromyia ramizi är en tvåvingeart som beskrevs av Khalaf 1971. Isoneuromyia ramizi ingår i släktet Isoneuromyia och familjen platthornsmyggor.
Artens utbredningsområde är Mississippi. Inga underarter finns listade i Catalogue of Life.